# Valentin Clastrier
Valentin Clastrier es un zanfonista francés nacido en 1947.

## Biografía
De formación clásica e hijo de un barítono, Valentin Clastrier tocó la trompeta para Jacques Brel en la versión francófona del musical El hombre de La Mancha (1968-1969) y para Ricet Barrier.
Comenzará con la zanfona hacia 1970 sin pasar por ningún aprendizaje del repertorio folklórico tradicional. En 1987, trabajó con el constructor de instrumentos Denis Siorat para poner a punto una zanfona electroacústica de 27 cuerdas. Utilizando influencias asiáticas (La vielle à roue de l'imaginaire, 1982 Grand prix du disque)y sonidos experimentales (Hérésie, 1992), Clastrier intenta introducir la zanfona en un contexto de jazz en sus colaborqaciones con Louis Sclavis o Michael Riessler. Es considerado un maestro sin discusión del instrumento por sus innovaciones técnicas.
Fue nombrado Chevalier des Arts et des Lettres en 1984.

## Discografía
- La vielle à roue de l'imaginaire, 1982.
- Les maitres de la vielle à roue, Valentin Clastrier, 1987.
- Hérésie, 1991.
- Nos amis les hommes 423, una pieza en colaboración con Jean-Jacques Birgé y Bernard Vitet, 1992.
- Héloise, 1993 (con el grupo de Michael Riessler).
- Le bûcher des silences, 1994.
- Tentations d'Abélard, 1995 (con el grupo de Michael Riessler).
- Palude, 1995 (con Michael Riessler & Carlo Rizzo).
- Irvi, 2002 (con el grupo de Denez Prigent).
- Holl a-grevret, 2002 (recital con el grupo de Denez Prigent).
- Le Roman de Renart, 2004 (con el narrador Jean Rochefort).